# El Jebha
El Jebha is een kust- en havenplaats in Marokko. Het stadje aan de Middellandse Zee ligt aan de rand van het Rifgebergte, langs de autoroute die van het noordwesten naar het noordoosten loopt. El Jebha is de hoofdplaats van het district (cercle) M'tioua en maakt deel uit van de provincie Chefchaouen, regio Tanger-Tétouan-Al Hoceïma.

## Naam
De naam van de stad is ontleend aan haar ligging. El Jebha is het Arabische woord voor "voorhoofd" of “front”; de bergen die El Jebha omringen steken een beetje uit waardoor het lijkt alsof de stad de voorkant is van een groep bergen. De Spaanse naam van de plaats luidt Puerto Capaz; onder die naam maakte El Jebha van 1912 tot 1956 deel uit van het protectoraat Spaans Marokko.

## Inkomstenbronnen
De twee voornaamste bronnen van inkomsten zijn visserij en handel. Als een van de belangrijkste kustplaatsen in de omgeving heeft El Jebha de beschikking over een kleine haven waar veel vissersboten, klein en groot, aangemeerd liggen. Daarnaast is de haven ook een veelgebruikte tussenstop voor veelal Europese plezierjachten die de Middellandse Zee bevaren. In het kielzog van de visserij bestaat er ook een bloeiende handelstraditie. Zowel de haven als de bestuurlijke functie van de stad maken haar aantrekkelijk om inkopen te doen voor de mensen uit de wijde omgeving. De ligging aan de kustroute maakt El Jebha daarnaast gemakkelijk bereikbaar vanuit de bergen.
De bedrijvigste dag van de week in El Jebha is dinsdag, de zogenaamde "grote marktdag". Dan komen mensen van de gehele omgeving de wekelijkse boodschappen doen, zijn alle winkels en de markt boordevol nieuwe producten, draaien de kapperszaken op volle toeren en rijden bestelbussen af en aan.

## Stranden

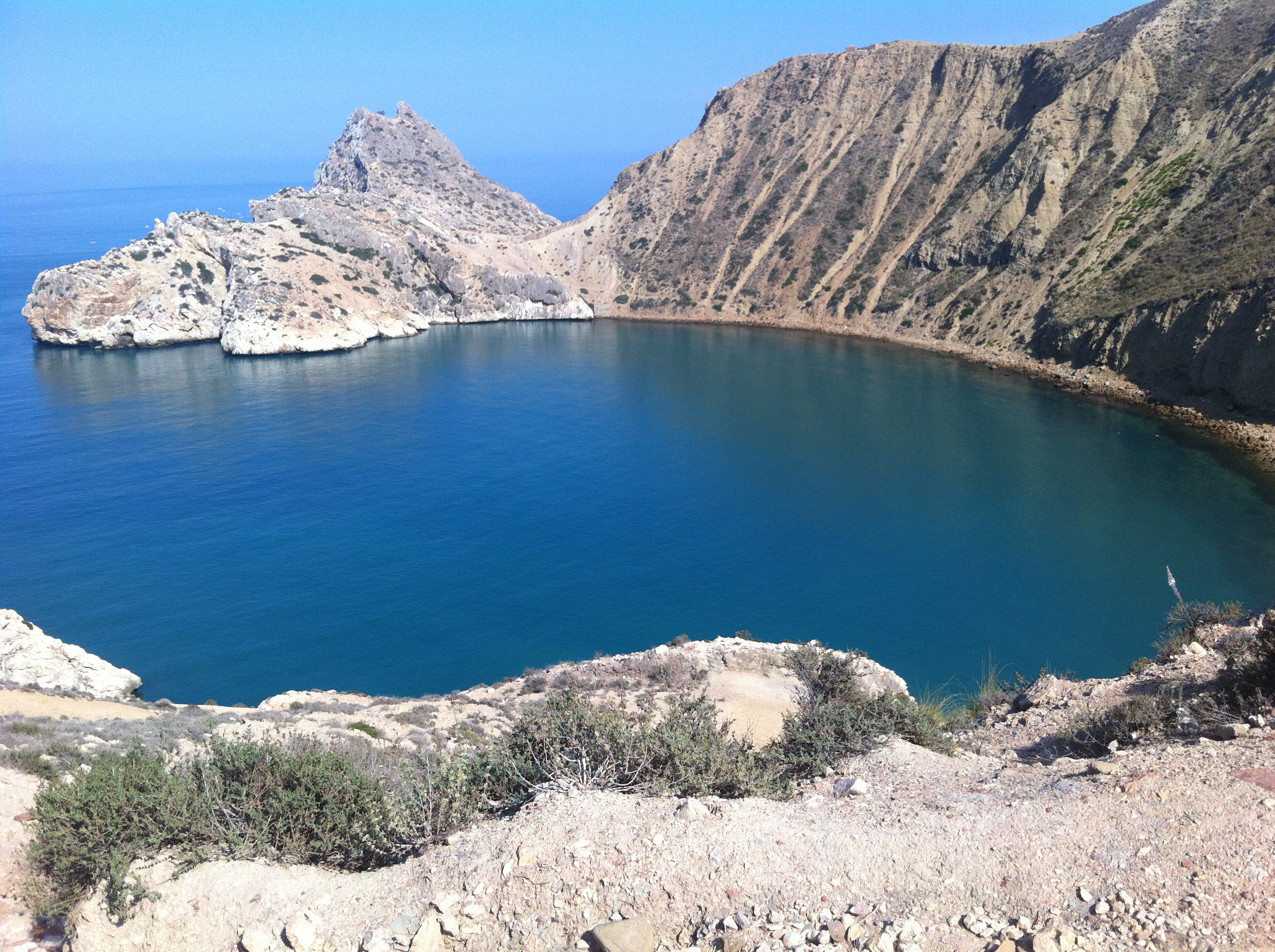
Maresdar, baai met strand ten oosten van El Jebha

Mede doordat El Jebha niet gemakkelijk te bereiken is met de auto, heeft de kustlijn redelijk onaangetast de tijd doorstaan. De omgeving van El Jebha staat bekend om de schone en natuurlijke stranden die allemaal een ander karakter lijken te hebben. De baaien die zich in de rug van de oostelijke berg bevinden, zijn ideale plekken om in alle rust te genieten van zon, zee en strand. De stranden aan de westkant van El Jebha zijn wat toegankelijker voor het grote publiek; ze zijn tamelijk ruw met mooie stenen en grijs zand. De westkant is drukker dan de oostkant.

## Moskee
Naast de stranden heeft onderscheidt El Jebha zich met de nieuwe moskee. Deze verrees in 2003 en is volledig in de Noord-Marokkaanse stijl gebouwd met uitgehakte motieven en fascinerende mozaïek in het interieur. Het aantal inwoners was in het decennium voorafgaand aan de bouw gestaag gegroeid. Dit betekende al gauw een overvolle moskee gedurende vrijdagen en andere belangrijke dagen. Om deze reden werd er besloten te beginnen aan de bouw van een grotere moskee. Net zoals de moskee Hassan II een uithangbord is geworden van Casablanca, is de moskee van El Jebha dat geworden voor de inwoners van het havenplaatsje.